# Mormia ichnusae
Mormia ichnusae és una espècie d'insecte dípter pertanyent a la família dels psicòdids que es troba a Europa: l'illa de Sardenya (Itàlia).